# Drosophila rhopaloa
Drosophila rhopaloa är en tvåvingeart som beskrevs av Bock och Wheeler 1972. Drosophila rhopaloa ingår i släktet Drosophila och familjen daggflugor.
Artens utbredningsområde täcker Borneo, Java, Thailand och Indien.